# Pristimantis albericoi
Pristimantis albericoi är en groddjursart som först beskrevs av Lynch och Pedro M. Ruiz-Carranza 1996.  Pristimantis albericoi ingår i släktet Pristimantis och familjen Strabomantidae. IUCN kategoriserar arten globalt som akut hotad. Inga underarter finns listade i Catalogue of Life.